# Episodi di Uzaki-chan Wants to Hang Out!

I protagonisti Hana Uzaki (fronte) e Shinichi Sakurai (retro)

Questa è la lista degli episodi della serie televisiva anime Uzaki-chan Wants to Hang Out!, prodotta dallo studio ENGI con la regia di Kazuya Miura, la sceneggiatura di Takashi Aoshima, il character design di Manabu Kurihara e la colonna sonora di Satoshi Igarashi. La serie è tratta dal manga omonimo di Take, edito da Fujimi Shobō (Kadokawa).
La serie conta attualmente due stagioni di 12 e 13 episodi, rispettivamente. La prima stagione è stata trasmessa su AT-X e altri canali televisivi giapponesi dal 10 luglio al 25 settembre 2020, mentre la seconda è andata in onda sui medesimi canali dal 1º ottobre al 24 dicembre 2022.
In Italia la prima stagione è stata pubblicata in versione doppiata su Crunchyroll il 23 gennaio 2023.

## Lista episodi
I titoli giapponesi sono tratti dal sito ufficiale.

### Uzaki-chan Wants to Hang Out!(prima stagione)
| Nº ep. st. | Nº ep. tot. | Titolo italiano Giapponese 「Kanji」 - Rōmaji | In onda           | In onda         |
| Nº ep. st. | Nº ep. tot. | Titolo italiano Giapponese 「Kanji」 - Rōmaji | Giapponese        | Italiano        |
| 1          | 1           | Uzaki-chan vuol fare qualcosa insieme! 「宇崎ちゃんは遊びたい！」 - Uzaki-chan wa asobitai! | 10 luglio 2020    | 23 gennaio 2023 |
| 1          | 1           | Hana Uzaki decide di curare Shinichi Sakurai dalla sua solitudine. I due vanno al cinema, provano la realtà virtuale (dove il ragazzo le palpa involontariamente il seno), Hana si fa male alla schiena battendo a baseball, ruba il cibo a Shinichi al ristorante, e lo mette continuamente in imbarazzo. |                   |                 |
| 2          | 2           | Il capo vuol dare una sbirciata! 「マスターは垣間見たい！」 - Masutā wa kaimamitai! | 17 luglio 2020    | 23 gennaio 2023 |
| 2          | 2           | Hana passa per caso dal bar dove lavora Shinichi. Lui le intima di andarsene, ma lei insiste sull'essere trattata come una normale cliente. Hana rimane incastrata tra i cespugli nel tentativo di catturare un gatto randagio per tirare su di morale Shinichi, il quale finisce in una situazione imbarazzante di conseguenza. In seguito, Hana rimane a bocca aperta nello scoprire che Shinichi ha un amico con cui pranzare, e continua a inviargli messaggi sul cellulare. Quella sera si presenta al bar per chiedere a Shinichi di aiutarla a scrivere una relazione. Gli chiede poi se possa ospitarla a dormire, visto che abita vicino all'università, facendo rimanere di sasso Shinichi.                                                                                                |                   |                 |
| 3          | 3           | La famiglia Asai vuole restare a guardarci! 「亜細親子は見守りたい！」 - Asai oyako wa mimamoritai! | 24 luglio 2020    | 23 gennaio 2023 |
| 3          | 3           | Ami Asai, la figlia del proprietario del bar e senpai di Shinichi, conosce Hana. Shinichi si ammala a seguito di un incidente del giorno prima e Hana lo visita a casa sua per prendersi cura di lui. Per festeggiare la guarigione di Shinichi vanno tutti a mangiare fuori, ma Hana si ingelosisce quando Shinichi si rivolge ad Ami per nome anziché per cognome. All'università, Hana cerca di ipnotizzare Shinichi per convincerlo a chiamare anche lei per nome. |                   |                 |
| 4          | 4           | Senpai, siamo in vacanza, voglio divertirmi! 「連休は一緒に遊びたい！」 - Renkyū wa issho ni asobitai! | 31 luglio 2020    | 23 gennaio 2023 |
| 4          | 4           | Durante la settimana d'oro, Shinichi gioca ai videogiochi per tre giorni di fila. Hana va a trovarlo e decidono di uscire e giocare assieme a Doramon Go. Poi si imbattono in Ami in un negozio di occhiali. A bordo di un treno affollato, Shinichi prova imbarazzo nello stare a fianco di Hana, facendogli perdere la fermata. Arrivato in università, si mette d'accordo con Hana per vedersi il fine settimana successivo. Una settimana dopo, passano assieme l'intera giornata. |                   |                 |
| 5          | 5           | Voglio saperne di più sul mio amico! 「親友におせっかいしたい！」 - Shin'yū ni osekkai shitai! | 7 agosto 2020     | 23 gennaio 2023 |
| 5          | 5           | Hana prende in giro Shinichi dopo il suo risveglio da un incubo durante una lezione, ma lui si vendica poco dopo. L'amico di Shinichi, Itsuhito Sakaki, si intromette nel loro rapporto, il che dà fastidio ad Ami. In seguito, Hana sgrida Shinichi per la sua opinione sul cioccolato alla menta. |                   |                 |
| 6          | 6           | Estate! Spiaggia! Voglio una prova di coraggio! 「夏だ！海だ！きもだめしたい！」 - Natsuda! Umida! Ki mo dame shitai! | 14 agosto 2020    | 23 gennaio 2023 |
| 6          | 6           | Hana è assunta al bar dove lavora Shinichi, con grande fastidio di quest'ultimo. Decide di andare al mare per impedirgli di passare le vacanze estive chiuso in casa. Ami e Sakaki si uniscono a loro e organizzano un gioco di suikawari (spaccare un'anguria da bendati), che però finisce con Shinichi che dà una palpata di seno a Hana senza rendersene conto. Più tardi, quella notte, si cimentano in una prova di coraggio con conseguenze impreviste. Infine, Hana prova a stuzzicare Shinichi mentre dorme. |                   |                 |
| 7          | 7           | Voglio andare al Cat Caffè e in taverna! 「猫カフェと居酒屋で遊びたい！」 - Neko Kafe to Izakaya de asobitai! | 21 agosto 2020    | 23 gennaio 2023 |
| 7          | 7           | Hana riceve una chiamata da Shinichi in cui le dice che ha bisogno di vederla. Al loro incontro, lei rimane seccata quando scopre che Shinichi voleva che l'accompagnasse a un neko café. Dopo esserci andati, Hana informa Shinichi che il suo compleanno si sta avvicinando. Al bar, lui si domanda che cosa regalarle. Successivamente, mentre è in giro a cercare un regalo, Shinichi riceve una chiamata da Hana che gli chiede di vedersi. I due si trovano ed entrano in un izakaya. Hana ordina un sacco di alcolici, e alla fine Shinichi è costretto ad accompagnarla al proprio appartamento, dove lei inizia a prenderlo in giro. Il mattino dopo, Hana si risveglia con i postumi della sbornia.                                                                                        |                   |                 |
| 8          | 8           | Voglio vedere i fuochi d'artificio con te! 「二人で花火を見上げたい！」 - Futari de hanabi o miagetai! | 28 agosto 2020    | 23 gennaio 2023 |
| 8          | 8           | Hana si scusa con Shinichi per avergli rovinato il futon durante la sbornia, provocando un imbarazzante fraintendimento tra i passanti. Al bar, il proprietario regala a Shinichi un biglietto per un festival con i fuochi d'artificio, mentre Ami gli dà consigli riguardo a Hana, che è ancora mortificata per l'incidente. Hana manda accidentalmente KO Shinichi mentre questi sta provando in modo esagerato a tirarla su di morale, e lui si ricorda di quando andavano al liceo. Al suo risveglio, condivide con lei i suoi ricordi di tutto quello che hanno fatto assieme dall'inizio dell'università. |                   |                 |
| 9          | 9           | Tsuki Uzaki vuole un brivido? 「宇崎月はときめきたい？」 - Uzaki Tsuki wa tokimekitai? | 4 settembre 2020  | 23 gennaio 2023 |
| 9          | 9           | Tsuki Uzaki, la madre di Hana, incontra Shinichi per la prima volta. Fraintende poi il suo desiderio di accarezzare i gatti di Hana come interesse nei suoi confronti. Tsuki si reca al bar per guardare Hana al lavoro, solo per scoprire che anche Shinichi lavora lì. Dopo che il fraintendimento con Shinichi sembra essersi chiarito, fraintende nuovamente la situazione quando ascolta una conversazione tra lui e Hana. In seguito, Hana inizia a comportarsi più come sua madre dopo che Shinichi la insulta senza volerlo. Dopo che Shinichi si è scusato, i due iniziano a litigare, il che porta una giovane cliente a regalar loro un biglietto della lotteria per farli riconciliare. Quando usano il biglietto, vincono un viaggio a Tottori.                                         |                   |                 |
| 10         | 10          | Voglio fare un giro a Tottori! 「鳥取で遊びたい!」 - Tottori de asobitai! | 11 settembre 2020 | 23 gennaio 2023 |
| 10         | 10          | Hana e Shinichi sono a Tottori quando si imbattono in Sakaki e Ami. Si scopre che i due hanno fatto comunella per assicurare che il rapporto tra Hana e Shinichi raggiunga il livello successivo. Durante la visita alla città, Hana e Shinichi notano la stessa coppietta sul loro itinerario. Arrivati al tempio di Hakuto, Sakaki e Ami rivelano a degli imbarazzati Hana e Shinichi che Tottori è una famosa destinazione per coppiette. Dopo un primo momento di disagio, i due riescono a divertirsi il giorno seguente. Nel frattempo, l'attenzione di Sakaki e Ami è catturata da un certo passante. |                   |                 |
| 11         | 11          | Anche Sakurai vuol fare qualcosa insieme? 「桜井も遊びたい?」 - Sakurai mo asobitai? | 18 settembre 2020 | 23 gennaio 2023 |
| 11         | 11          | Quando Hana arriva a casa di Shinichi, quest'ultimo inizia a lamentarsi finché Hana non gli rivela di voler cucinare. Al bar, quando Shinichi è incaricato della preparazione del cibo, le sue doti culinarie risultano disastrose. In seguito, Hana e Tsuki insegnano a Shinichi a cucinare. Poi, Tsuki fraintende una conversazione tra Hana e Shinichi. Successivamente, i due vanno assieme a una palestra di arrampicata. Poco dopo, Hana e Ami s'imbattono in Shinichi a un karaoke, dove fanno per lui una sfilata di cosplay. Il giorno seguente, una Hana depressa informa Shinichi che non può più vedersi con lui. |                   |                 |
| 12         | 12          | Uzaki-chan vuole che ci vediamo anche di più! 「宇崎ちゃんはもっと遊びたい！」 - Uzaki-chan wa motto asobitai! | 25 settembre 2020 | 23 gennaio 2023 |
| 12         | 12          | Hana rivela che il motivo per cui non può più vedersi con Shinichi è che ha dimenticato di fare i compiti delle vacanze. Al bar, quando il proprietario si fa male alla schiena, Ami prende temporaneamente le redini del locale. Mentre Shinichi e il proprietario sono a una clinica chiropratica, Hana si abbandona ai ricordi del suo primo incontro con Shinichi. Dopo che Hana ha chiesto a tutti quelli del bar come si comporta Shinichi da ubriaco, lei e Shinichi organizzano un party alcolico quella sera. Il mattino dopo, si rendono conto di aver dormito nello stesso futon. Al bar, hanno difficoltà a ricordarsi gli eventi di quella notte. Al termine delle vacanze estive, Hana e Shinichi tornano all'università, e lui le dice che continueranno per sempre a uscire assieme. |                   |                 |

### Uzaki-chan Wants to Hang Out! ω(seconda stagione)
L'ω nel titolo si pronuncia "Double" (ダブル?, daburu).
| Nº ep. st. | Nº ep. tot. | Titolo italiano Giapponese 「Kanji」 - Rōmaji | In onda          | In onda |
| Nº ep. st. | Nº ep. tot. | Titolo italiano Giapponese 「Kanji」 - Rōmaji | Giapponese       |         |
| 1          | 13          | Uzaki-chan vuol fare qualcosa insieme, andiamo! 「宇崎ちゃんはやっぱり遊びたい！」 - Uzaki-chan wa yappari asobitai! | 1º ottobre 2022  |         |
| 1          | 13          | Quando Hana cade in depressione per la fine delle vacanze estive, Sakaki la consola dopo aver conversato con lei riguardo a Shinichi. Decidono quindi di andare a giocare a bowling, e sapendo che Shinichi è scarso, Hana propone una penitenza e usare tattiche subdole per fargli perdere la concentrazione. Un altro giorno, il bar è chiuso e Ami sfrutta l'occasione per far indossare a Hana e a Shinichi delle nuove uniformi sexy. All'università, Shinichi è assonnato dopo aver passato la notte a giocare ai videogiochi con Hana. Quest'ultima poi lo trova appisolato tra una lezione e un'altra, e si addormenta anche lei al suo fianco. |                  |         |
| 2          | 14          | Prima ci divertiamo e poi voglio preparare gli udon! 「遊んだあとはうどんを打ちたい！」 - Asonda Ato wa udon o uchitai! | 8 ottobre 2022   |         |
| 2          | 14          | Sakaki mostra ad Ami fotografie di Hana e Shinichi che dormono assieme in università. I quattro vanno poi a fare shopping, e Hana confida ad Ami di essere andata a nuotare con Shinichi ultimamente, e che lui le ha fatto i complimenti per il costume. In seguito, vanno a giocare a calcetto e incontrano dei conoscenti di Sakaki, che li sfidano a una partita. Un altro giorno, Hana sogna a occhi aperti di essere la senpai di Shinichi mentre i due si dirigono a casa di lei. Dopo che Tsuki ha insegnato a Shinichi a preparare l'udon, quest'ultimo diventa bravo a farlo, ma Hana lo critica duramente. Mentre Shinichi si esercita a tagliare gli spaghetti, Tsuki continua a fraintendere le sue intenzioni, e i fraintendimenti non fanno che peggiorare dopo una conversazione con Hana. Quella sera il fratello minore di Hana, Kiri, mangia con entusiasmo l'udon preparato dal senpai di Hana, convinto che sia una ragazza. |                  |         |
| 3          | 15          | Uzaki-chan vorrà andare al festival scolastico? 「宇崎ちゃんは学祭に行きたい？」 - Uzaki-chan wa gakusai ni ikitai? | 15 ottobre 2022  |         |
| 3          | 15          | Sakaki convince Hana e Shinichi a partecipare al festival universitario, usando come esca l'opportunità di vincere una console alla lotteria. Il primo giorno del festival, i due si divertono e decidono di farsi leggere la sorte al chiosco del club dell'occulto. Provano poi ad andarsene quando scoprono che vengono lette soltanto le sorti romantiche, ma vengono costretti a restare. Shinichi rimane turbato emotivamente dopo aver ascoltato la loro sorte. In seguito, Hana prepara il pranzo per entrambi, durante il quale si impegola nell'idea che lui abbia bisogno di lei, e prova senza successo a farglielo ammettere. |                  |         |
| 4          | 16          | Uzaki-chan vuole essere la numero uno! 「宇崎ちゃんはマウントとりたい！」 - Uzaki-chan wa maunto toritai! | 22 ottobre 2022  |         |
| 4          | 16          | Infastiditi dalla mancanza di progressi nel rapporto tra Hana e Shinichi, Ami e Sakaki decidono di ridimensionare l'atteggiamento sicuro di sé della ragazza. Hana è turbata quando le dicono che potrebbe lasciarsi scappare Shinichi ad altre donne se dovesse abbassare la guardia. Mentre insegna a Shinichi a preparare le crocchette, Hana è preoccupata per la sua conversazione con Sakaki. Nel frattempo, sua madre fraintende per l'ennesima volta le intenzioni di Shinichi quando le chiede come faccia di nome. |                  |         |
| 5          | 17          | L'intero clan degli Uzaki vuol fare qualcosa insieme! 「宇崎一家は勢揃いしたい！」 - Uzaki ikka wa seizoroi shitai! | 29 ottobre 2022  |         |
| 6          | 18          | Uzaki-chan vuole festeggiare! 「宇崎ちゃんはお祝いしたい！」 - Uzaki-chan wa oiwai shitai! | 5 novembre 2022  |         |
| 7          | 19          | Uzaki-chan vuole una dichiarazione! 「宇崎ちゃんは告白させたい！」 - Uzaki-chan wa kokuhaku sa setai! | 12 novembre 2022 |         |
| 8          | 20          | Anche Yanagi e Kiri vogliono divertirsi un po'! 「柳と桐も楽しみたい！」 - Yanagi to Kiri mo tanoshi mitai! | 19 novembre 2022 |         |
| 9          | 21          | Fujio Uzaki vuol passare del tempo in famiglia! 「宇崎藤生は家族サービスしたい！」 - Uzaki Fujio wa kazoku Sābisu shitai! | 26 novembre 2022 |         |
| 10         | 22          | Vogliamo un po' di brio prima di Natale! 「クリスマス前はドキドキさせたい！」 - Kurisumasu mae wa dokidoki sa setai! | 3 dicembre 2022  |         |
| 11         | 23          | Credo di voler fare le cose come si deve! 「なんだかそろそろちゃんとしたい！」 - Nandaka sorosoro chanto shitai! | 10 dicembre 2022 |         |
| 12         | 24          | Voglio divertirmi anche la vigilia di Natale! 「クリスマスイブも遊びたい！」 - Kurisumasuibu mo asobitai! | 17 dicembre 2022 |         |
| 13         | 25          | Voglio far qualcosa insieme anche l'anno prossimo! 「来年も一緒に遊びたい！」 - Rainen mo issho ni asobitai! | 24 dicembre 2022 |         |